# FC 디나모 키이우
FC 디나모 키이우(우크라이나어: Футбольный клуб Динамо Київ, 러시아어: Динамо Киев 디나모 키예프[*])는 키이우를 연고로 하는 우크라이나의 축구 클럽으로 1927년 창단되었다.
현재 우크라이나 프리미어리그에 속해 있으며 2010-11 시즌은 2위로 마감하였다. 한 번도 하위 리그로 강등된 적 없는 우크라이나 프리미어리그의 강팀 중 한 곳이다.

## 선수 명단

### 현역
2025년 3월 8일 기준

참고: FIFA 자격 규정에 따라 소속된 국가대표팀 국기를 표시합니다. 선수는 복수의 FIFA 비회원국 국적을 가지고 있을 수 있습니다.
| 번호 | 포지션 | 국적       | 이름                  |
| ---- | ------ | ---------- | --------------------- |
| 4    | DF     | 우크라이나 | 데니스 포포우         |
| 6    | MF     | 우크라이나 | 볼로디미르 브라주     |
| 7    | FW     | 우크라이나 | 안드리 야르몰렌코     |
| 9    | MF     | 우크라이나 | 나자르 볼로신         |
| 10   | MF     | 우크라이나 | 미콜라 샤파렌코       |
| 15   | MF     | 우크라이나 | 발렌틴 루브친스키     |
| 17   | FW     | 콜롬비아   | 앙헬 토레스           |
| 20   | DF     | 우크라이나 | 올렉산드르 카라바예우 |
| 22   | MF     | 우크라이나 | 블라디슬라우 카바예우 |
| 24   | DF     | 우크라이나 | 올렉산드르 팀치크     |
| 29   | MF     | 우크라이나 | 비탈리 부야르스키     |
| 35   | GK     | 우크라이나 | 루슬란 네셰레트       |

| 번호 | 포지션 | 국적       | 이름              |
| ---- | ------ | ---------- | ----------------- |
| 99   | FW     | 우크라이나 | 포노마렌코 마트비 |

## 역대 감독
| 감독                           | 임기        |
| ------------------------------ | ----------- |
| 발레리 로바노우스키            | 1974 ~ 1980 |
| 미하일로 포멘코                | 1980 ~ 1985 |
| 미하일로 포멘코                | 1993        |
| 발레리 로바노우스키            | 1997 ~ 2002 |
| 발레리 가자예프                | 2009 ~ 2010 |
| 올레흐 블로힌                  | 2012 ~ 2014 |
| 미르체아 루체스쿠              | 2020 ~      |
| 알렉산드로 쇼우코우스키 (대행) |             |